# رائول بوزل
رائول دو مسکیتا بوزل (پرتغالی: Raul de Mesquita Boesel؛ زادهٔ ۴ دسامبر ۱۹۵۷ در کوریتیبا) رانندهٔ سابق مسابقات اتومبیل‌رانی اهل برزیل است که از فصل ۱۹۸۲ تا ۱۹۸۳ در مجموع در سی گراند پری از مسابقات جهانی فرمول یک شرکت کرد، اما موفق به کسب هیچ امتیازی نشد.